# Hans Weisser Stiftung
Die Hans Weisser Stiftung ist eine deutsche gemeinnützige Stiftung bürgerlichen Rechts. Sie hat ihren Sitz in Hamburg und engagiert sich national. Sie konzentriert sich auf Förderprojekte in den Bereichen Bildung und Wissenschaft.
Im Mittelpunkt ihrer Arbeit stehen Jugendliche und junge Erwachsene, die sich in der Schule, Ausbildung oder Studium befinden bzw. Orientierung beim Berufseinstieg suchen.

## Gründung und Finanzierung
Die Stiftung wurde 2002 durch den Hamburger Unternehmer Hans Weisser (Marquard & Bahls) gegründet. Er legte zunächst den finanziellen Grundstock durch Einbringung von Barmitteln und brachte später Immobilien in die Stiftung ein. Für die gemeinnützige Arbeit der Hans Weisser Stiftung stehen jährlich etwa 1,2 Mio. Euro zur Verfügung.

## Organe der Stiftung
Stiftungsorgan sind der Vorstand und die Geschäftsführung. Vorsitzender des Vorstands ist Markus Baumanns (vormals Vorstand der ZEIT-Stiftung). Geschäftsführerin: Verena Lenzen (in Stellvertretung).

## Aktivitäten
Die Stiftung ist vorwiegend fördernd tätig, was Kooperationen mit anderen Stiftungen und Partnern aus dem Bildungs- und Wissenschaftsbereich einschließt. Im Bereich Wissenschaft ermöglicht die Stiftung mit dem Hans Weisser Stipendienprogramm Persönlichkeiten zusammen mit der Stiftung der Deutschen Wirtschaft Weiterqualifizierungsaufenthalte im Ausland, zum Beispiel für ein freies Vorhaben etwa zum Austesten einer Gründungsidee oder die Teilnahme an einem Zertifikatsprogramm. Im Bereich Bildung werden Projektpartner gefördert, die im Bereich des Übergangs zwischen Schule und Beruf tätig sind.